# Garden Grove (Califórnia)
Garden Grove é uma cidade localizada no estado americano da Califórnia, no Condado de Orange. Foi incorporada em 18 de junho de 1956.

## Geografia
De acordo com o United States Census Bureau, a cidade tem uma área de 46,52 km², onde 46,46 km² estão cobertos por terra e 0,05 km² por água.

## Demografia
Segundo o censo nacional de 2010, a sua população é de 170 883 habitantes e sua densidade populacional é de 3 677,72 hab/km². Possui 47 755 residências, que resulta em uma densidade de 1 027,78 residências/km².